# Afrotritermus capensis
Afrotritermus capensis är en stekelart som först beskrevs av Karl-Johan Hedqvist 1963.  Afrotritermus capensis ingår i släktet Afrotritermus och familjen bracksteklar. Inga underarter finns listade i Catalogue of Life.